# Lego. Фільм: Бетмен
«Lego. Фільм: Бетмен» (англ. The Lego Batman Movie) — американський комедійний мультфільм, знятий Крісом Маккеєм на основі героїв коміксів DC. Cпіноф стрічки «Lego. Фільм» 2014 року. Прем'єра фільму в Україні відбулася 9 лютого 2017 року.

## Сюжет
Ґотему знову загрожує небезпека. І на його варту стає єдиний герой, якого заслуговує це місто — Бетмен, альтер-его мільярдера Брюса Вейна, який живе в своєму величезному родовому маєтку разом з дворецьким Альфредом. Але в цей раз супергерой змушений взяти в напарники хлопця на ім'я Дік Ґрейсон, якого він, сам того не пам'ятаючи, усиновив на одному зі світських прийомів. Новоспечений Робін складе Бетмену компанію в боротьбі з його заклятим ворогом Джокером, який втік з психіатричної лікарні «Аркгем», а також Гарлі Квінн, готової на найбожевільніші злодіяння, щоб залишити в дурнях всю Лігу справедливості, включаючи Бетґерл.

## У ролях
| Актор            | Роль                          |
| ---------------- | ----------------------------- |
| Вілл Арнетт      | Бетмен / Брюс Вейн            |
| Зак Галіфіанакіс | Джокер                        |
| Майкл Сера       | Дік Грейсо / Робін            |
| Розаріо Доусон   | Барбара Гордон / Бетгьорл     |
| Рейф Файнс       | Альфред Пенніворт             |
| Дженні Слейт     | Гарлін Квінзель / Гарлі Квінн |
| Гектор Елізондо  | Джеймс Ґордон                 |
| Еллі Кемпер      | Філліс                        |
| Мерая Кері       | Мак-Каскілл (мер Готема)      |
| Ченнінг Тейтум   | Супермен                      |
| Джона Гілл       | Зелений Ліхтар                |
| Адам Дівайн      | Флеш                          |
| Зої Кравітц      | Селіна Кайл / Жінка-кішка     |
| Біллі Ді Вільямс | Гарві Дент / Дволикий         |
| Рікі Ліндхоум    | Отруйний Плющ                 |
| Конан О'Браєн    | Загадник                      |
| Джейсон Манцукас | Страхопудало                  |

## Український дубляж
Інформація про дубляж: 
Переклад: Сергія Ковальчука
Режисер дубляжу: Катерина Брайковська
Звукорежисер: Олександр Мостовенко
Звукорежисер перезапису: Дмитро Мялковський
Ролі дублювали: Андрій Твердак, Андрій Соболєв, Катерина Сергеєва, Дмитро Завадський, Юрій Гребельник, Світлана Шекера, Андрій Самінін, Дмитро Гаврилов, Михайло Кришталь та інші.
Мультфільм дубльовано компанією Postmodern.

## Виробництво
10 жовтня 2014 року було оголошено, що актор Вілл Арнетт повернеться до озвучування своєї ролі Бетмена з «Lego. Фільм» у власному спінофі, який взявся знімати Кріс Маккей